# الملاك الساقط (لوحة)
المَلاك الساقِط (بالفرنيسية: L'ange déchu) هي لوحة زيتية بريشة الفنان الفرنسي الكسندر كابانيل رسمها سنة 1847 عندما كان في سن 24. يصور العمل «لوسيفر» الملاك الساقط"الشيطان/أبليس" لحظة طرده من الجنة بعد التمرد الذي قاده. اللوحة ضمن مجموعة خاصة.

## خلفية
كان مصدر إلهام كابانيل لهذا العمل هو القصيدة الملحمية لجون ميلتون عام 1667 «الفردوس المفقود والملائكة الساقطة» وهم (مولوخ، بليعال، مولسيبر، مامون وبعلزبول «لوسيفر»). والتي بدورها مأخوذ من الفصل الثاني عشر من سفر الرؤيا، والتي تقول بأن لوسيفر أجبر ثلث الملائكة على اتباع قيادته في التمرد وللمساعدة في تعيينه ليكون «الإله» الجديد. خطيئة الكبرياء تسببت في سقوط لوسيفر ورفاقه وأدت إلى «حرب في الجنة». تم تكليف رئيس الملائكة ميخائيل بطرد لوسيفر والملائكة المتمردين من السماء. لقد سقط لوسيفر من السماء بسبب كبريائه وعصيانه على الخطة الإلهية، والتي كانت تتمثل في تعيين يسوع كمخلص للبشرية.

## الوصف

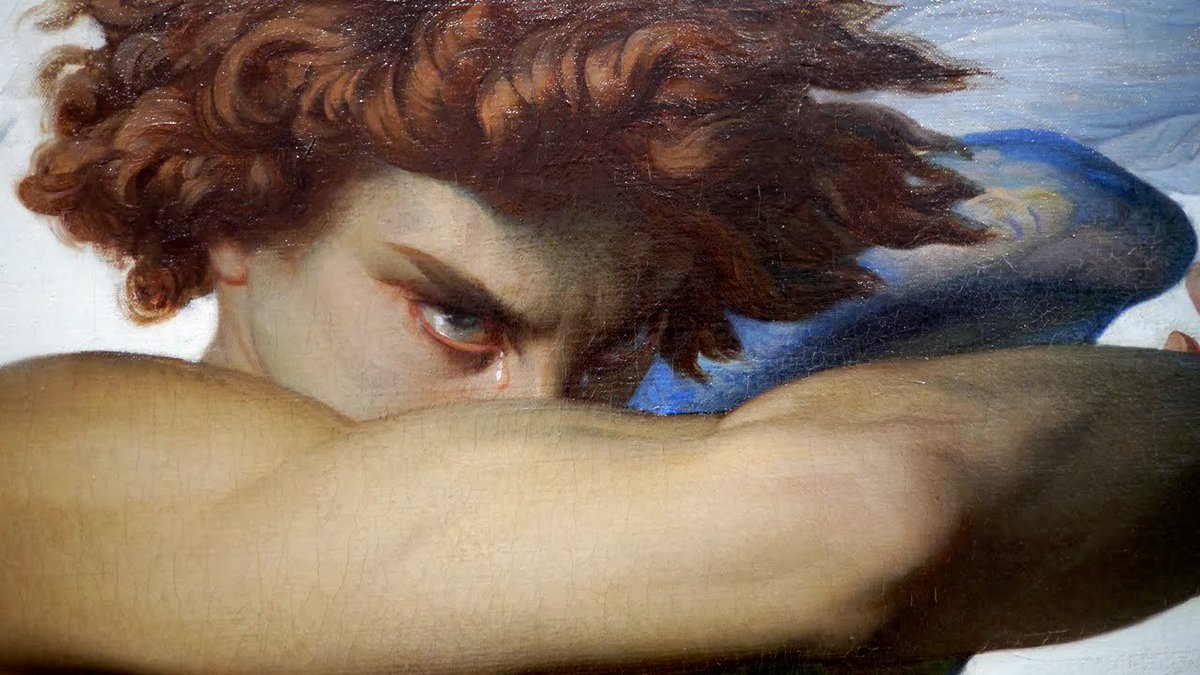
تفاصيل.

في العمل نرى الملاك «الساقط» - بعد أن طرد من اللجنة ونفي ألى الأرض. إنه تصوير كلاسيكي لرجل عارٍ من قبل فنان أكاديمي من خلال الطريقة المتقنة التي يصور بها عضلات الجسد. تم رسمه مثل بطل يوناني، مثل إله بجسد مثالي. بوجه حسن المظهر، يرفع رأسه وينظر إلى أرض منفاه. رفع الملاك ذراعيه وتشابكت أصابع يديه مخفية معظم وجهه. على الرغم من هذا الحماية لتعابير وجهه، إلا أنه لا يخفي عنا مشاعره حيث يمكننا الحكم على مزاجه بما نراه في عينيه المشتعلة. في عينيه نظرة ثأر وغضب. إنه يعلم أن شخصًا ما سيدفع ثمن طرده من الجنة. بهذه الحركة يحتفظ بكبريائه ولكن القصاص هو كل ما يفكر به. تغمق أجنحته، وتفقد بياضها المضيء تدريجيًا، وتموت، تموت مثل الأغصان التي توشك على السقوط من الشجرة. وضع لوسيفر ولغة جسدة أكثر تمردًا وعبثًا من مجرد الشعور بـ «الندم». الرأس مرفوع، وهناك تلك للدموع المسيلة في عينه اليمنى، لكن العيون نفسها تتصاعد من الغضب الهادئ، والأيدي المتشابكة، يشير المرفق المرتفعة إلى أن القتال لم ينته بعد. أجنحته ذات الريش المتقزح اللامعة والتي تتدفق بأناقة رائعة قد فقدت لونها الأبيض وتحولت إلى السواد. ولكن بغض النظر هي جاهز للطيران من جديد. خلفه مجموعة من الملائكة، بأزرق شفاف، مؤمنون وسعداء وهم يحتفلون. بحيث يصور كابانيل الشيطان الساقط على أنه أجمل، من حيث المعاناة والحيوية التي يعكسها، وأكثر روعة من سرب الملائكة «المخلصين» الذين يتمتعون بلطف وتفاهة الأخلاق السائدة !  

## الأستقبال
كان العام 1847 ، وكان الكسندر كابانيل البالغ من العمر 24 عامًا في طريقه لأن يصبح واحدًا من عباقرة الرسم الأكاديمي الفرنسي. كان كابانيل قد انضم إلى مدرسة الفنون الجميلة في باريس في سن 17 عامًا، وعرض أعماله في صالون باريس في سن 21 عامًا، وفاز بمنحة جائزة روما الدراسية المرموقة في سن 22.
قدم كابانيل لوحة الملاك الساقط إلى الصالون، كانت أول تصوير للشيطان لوسيفر يقدمه طالب في الاكاديمية. جلب كابانيل نارًا فريدة لقصة الملائكة الذين سقطوا في هذه اللوحة بحيث إذا كان كابانيل يهدف إلى إحداث بعض الدراما، فقد نجح. بحيث صُدم قضاة الصالون في البداية، ثم استاءوا. تقتبس المؤلفة «سيبيل براون» رد القضاة للوحة في كتابها قائلة: «... الحركة خاطئة، فن الرسم غير دقيق، التنفيذ ناقص...» وفوق ذلك، تم اعتبار العمل رومانسي جدا في اسلوبه (كون الرومانسية تفضل اللون على الرسم والتعبير عن المشاعر على الرصانة). كتب كابانيل في رسالة إلى صديقه ألفريد بروياس: «... هذه مكافأتي على كل المتاعب التي بذلتها لنفسي لعدم تقديم عمل متوسط الجودة...». استغرق الأمر ثلاث سنوات أخرى من كابانيل للفوز بالنقاد والقضاة إلى جانبه من جديد. إن الرومانسية في اللوحة مع تباينها في الظل والضوء تجعل من الممكن تخيل ما كان يمكن أن يكون عليه الرسام العظيم كابانيل إذا لم يستسلم لأسلوب «الأكاديمية» وإذا كان قد ثابر في إلهامه.